# Agrostis graeca
Agrostis graeca é uma espécie de gramínea do gênero Agrostis, pertencente à família Poaceae.